# Kirchdorf (Rudelzhausen)

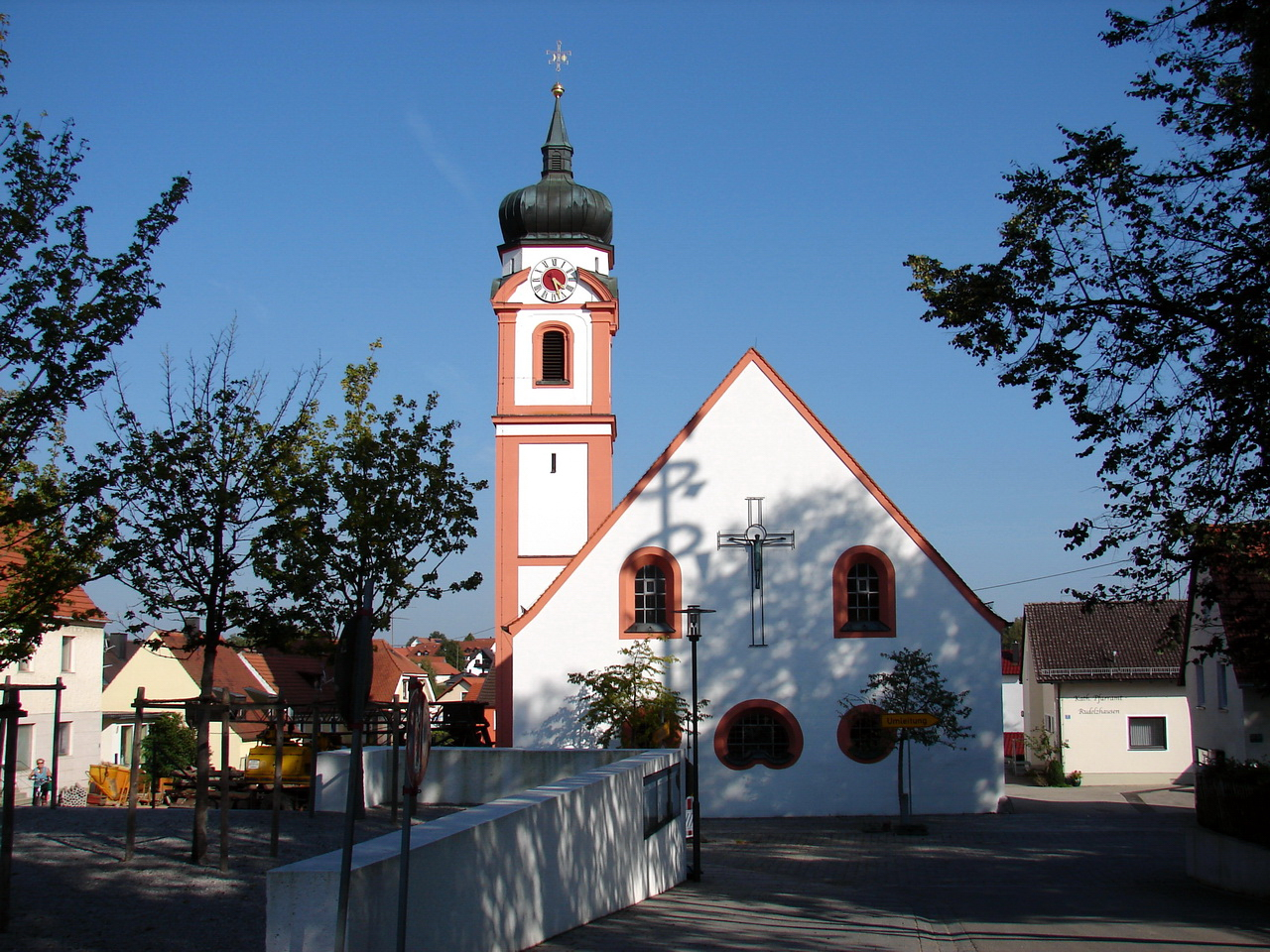
Pfarrkirche Mariä Himmelfahrt in Kirchdorf.

Kirchdorf, auch  Kirchdorf a.d.Abens, ist ein Gemeindeteil und eine Gemarkung der Gemeinde Rudelzhausen im Landkreis Freising (Oberbayern). 

## Geographie
Das Kirchdorf liegt in der Hallertau, dem wichtigsten Hopfenanbaugebiet Deutschlands, und zählt 270 Einwohner.

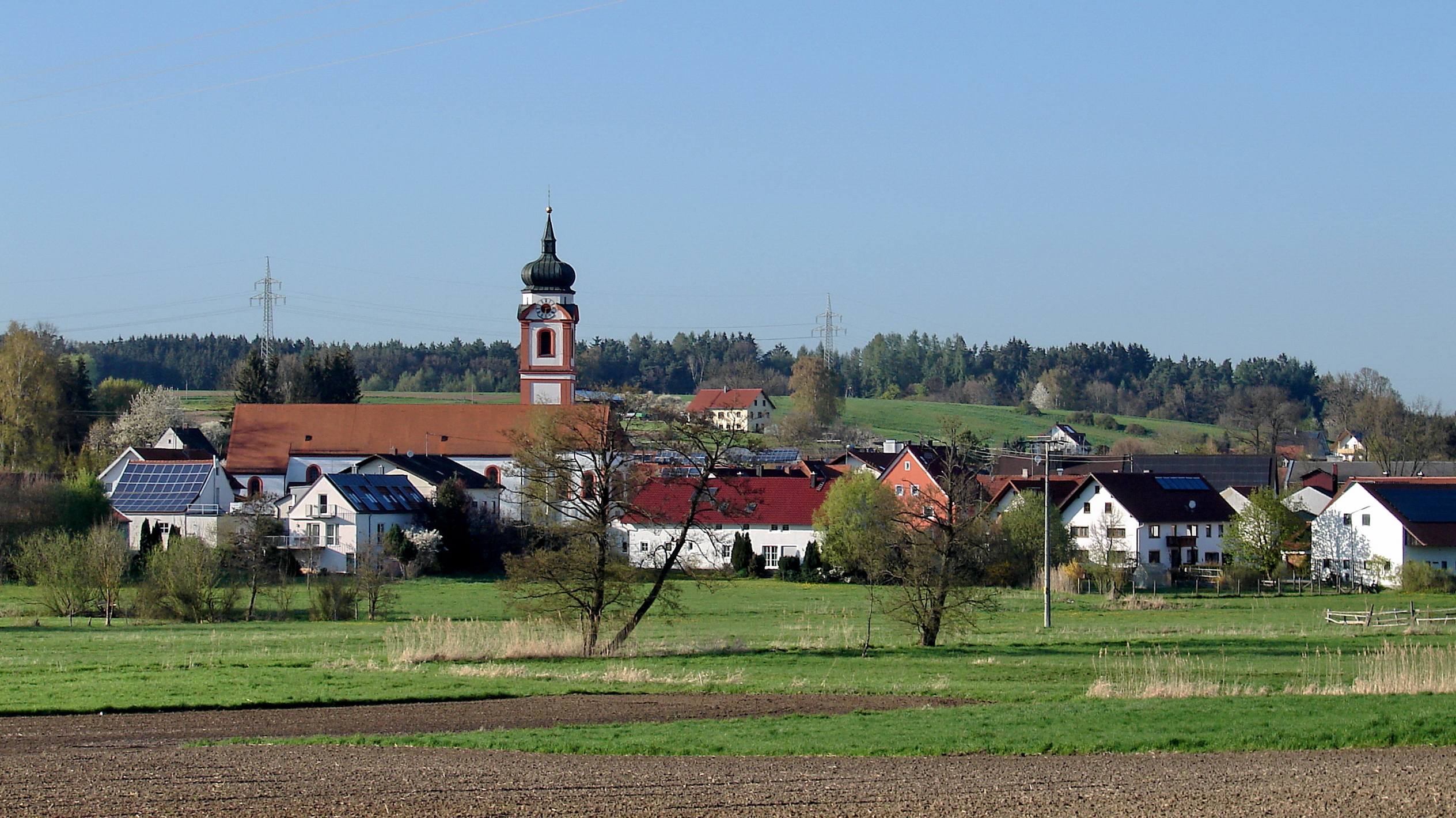
Kirchdorf mit Pfarrkirche Mariä Himmelfahrt

## Geschichte
Die Katholische Pfarrkirche Mariä Himmelfahrt ist ein im Kern gotischer langgestreckter Saalbau mit eingezogenem Polygonalchor und angefügter Sakristei, barockisiert und um 1904/05 um neubarocken Turm erweitert. Die Hofmark Kirchdorf an der Abens gehörte zum Rentamt Landshut und zum Landgericht Moosburg des Kurfürstentums Bayern. Im Zuge der Verwaltungsreformen in Bayern entstand mit dem Gemeindeedikt von 1818 die Patrimonialgemeinde Kirchdorf mit dem Freyherr von Hornsteinischen Patrimonialgericht und die Gemeinde Enzelhausen, zu der auch der Ortsteil Rudelzhausen gehörte. 1848 wurde die Patrimonialgemeinde aufgelöst und in die Gemeinde Enzelhausen eingegliedert. Am 1. Juli 1972 wurden die bis dahin selbständigen Gemeinden Grünberg und Teile der Gemeinde Berg in die Gemeinde Enzelhausen eingegliedert. Enzelhausen, Tegernbach und Teile der aufgelösten Gemeinde Grafendorf wurden schließlich am 1. Mai 1978 zur neuen Gemeinde Rudelzhausen zusammengefasst. Die Orte Kirchdorf und Rudelzhausen sind heute fast zusammengewachsen.

## Wirtschaft und Infrastruktur
Der typische ländliche Charakter zeigt sich vor allem durch die zahlreichen umliegenden Hopfengärten im tertiären Hügelland.